# Église Saint-Germain de Fervaques
L'église Saint-Germain de Fervaques est une église catholique située à Fervaques, sur le territoire de la commune nouvelle de Livarot-Pays-d'Auge,  dans le département du Calvados, en France.

## Historique
L'édifice actuel date du XIIe et du XIXe siècle.
La tour est romane et le reste fait l'objet d'une large réfection en 1891-1896 sous la houlette de Charles Lucas. Les vitraux sont refaits par la famille Haussaire.
L'édifice est inscrit au titre des monuments historiques le 28 septembre 2001.
L'édifice dépendait du doyenné de Livarot.
Un pèlerinage à saint Just (martyr à Alcalá de Henares) avait lieu dans l'édifice une fois par an au mois de mai selon Arcisse de Caumont.

## Description
Arcisse de Caumont est sévère au XIXe pour l'édifice : « L'église n'offre aucun intérêt », le seul élément ayant grâce à ses yeux est la tour. Ce dernier élément est le seul à ne pas avoir fait l'objet d'une réfection dans les années 1890.
La tour possède deux contreforts et son parement est en grison ou en poudingue. Le beffroi est couvert en ardoise et d'une flèche du XVIe.